# Ewa Śleszyńska-Charewicz
Ewa Śleszyńska-Charewicz (ur. 1942) – Generalna Inspektor Nadzoru Bankowego w latach 1992–2000,  pierwsza osoba pełniąca tę funkcję w historii. 

## Życiorys
W latach 1992–2000 Generalna Inspektor Nadzoru Bankowego. Członkini zarządu Stowarzyszenia Audytorów Wewnętrznych, pełnomocniczka Prezydenta m.st. Warszawy ds. wdrożenia systemu zarządzania ryzykiem, członkini rady nadzorczej Fundacji Przestrzeni Obywatelskiej i Polityki Społecznej w Warszawie.

## Odznaczenia
- Krzyż Oficerski Orderu Odrodzenia Polski (1999)[5]
- Medal Kopernika Związku Banków Polskich (2016)[4]